# Charles Schacher
Charles Schacher, né à Aubenton dans l'Aisne le 15 septembre 1806 et mort à Meudon le 16 octobre 1883, est un industriel français dont les parents sont des protestants allemands originaires de Stuttgart, il est connu pour la Villa Charles Schacher, située à Meudon et construite autour de 1860.

## Biographie
Charles Schacher est né le 15 septembre 1806 à Aubenton, Aisne, Hauts-de-France. Ses parents étaient originaires de Stuttgart, Allemagne. Son père était directeur d'une manufacture de coton dans le Nord de la France. Charles est ingénieur des mines. Il crée l’entreprise Schacher et Cie, une des plus importantes dans le domaine des matériaux de construction en région parisienne sous le Second Empire. Il possède une carrière à Issy-les-Moulineaux, des fours à chaux en Ile-de-France et produit du plâtre, du ciment et des briques.
Il épouse Camille Fanny Bourgoin à Paris en 1834. Une de ses filles, Noémie Pauline Schacher épouse en 1861 Pierre Emile Halot, fils d'Alexandre Halot qui était devenu le beau-fils  de JF Cail en secondes noces. Charles Schacher meurt le 16 octobre 1883 à Meudon.